# Słowenia na Zimowych Igrzyskach Olimpijskich 2010

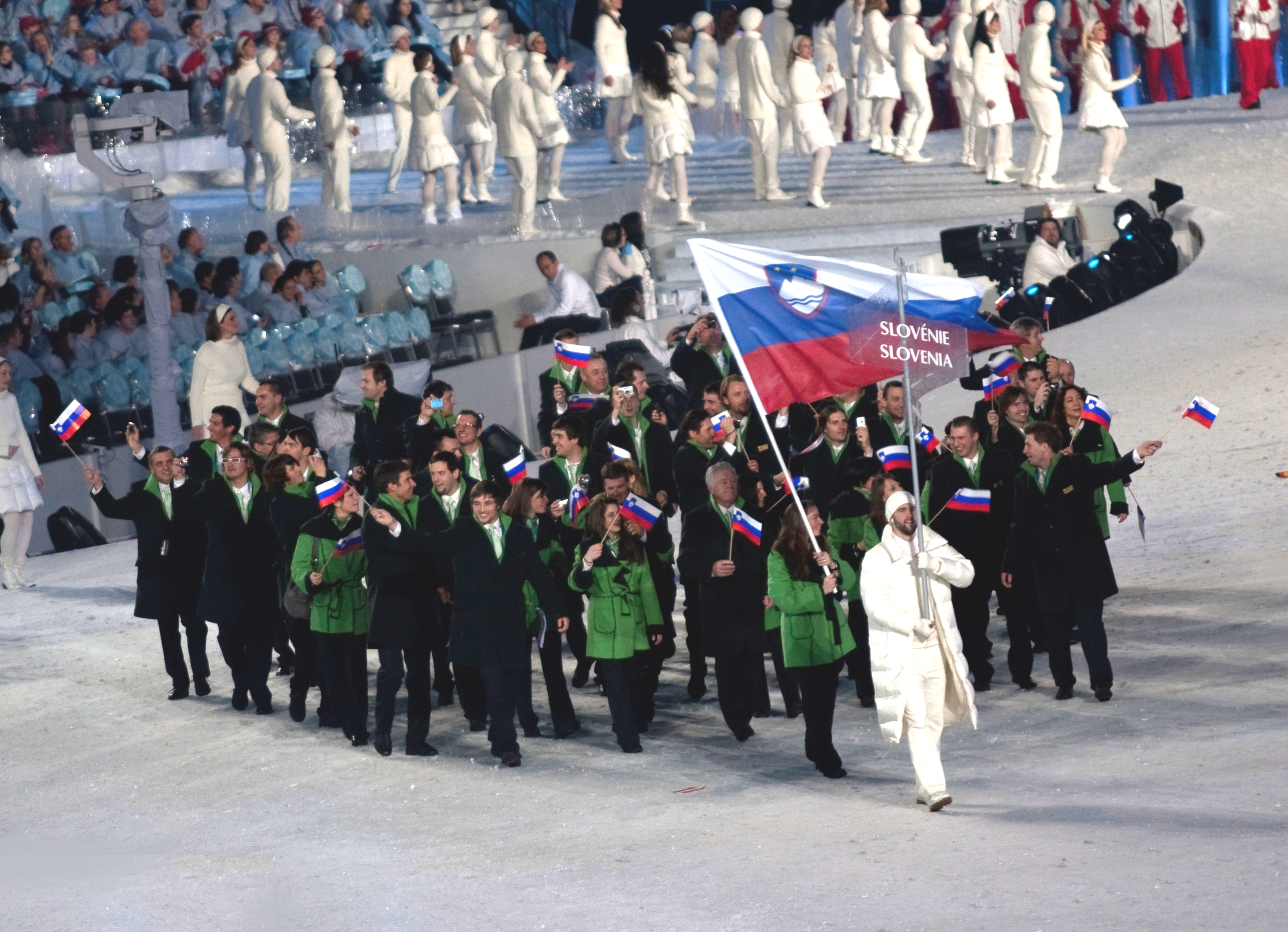
Reprezentacja Słowenii podczas uroczystości otwarcia igrzysk

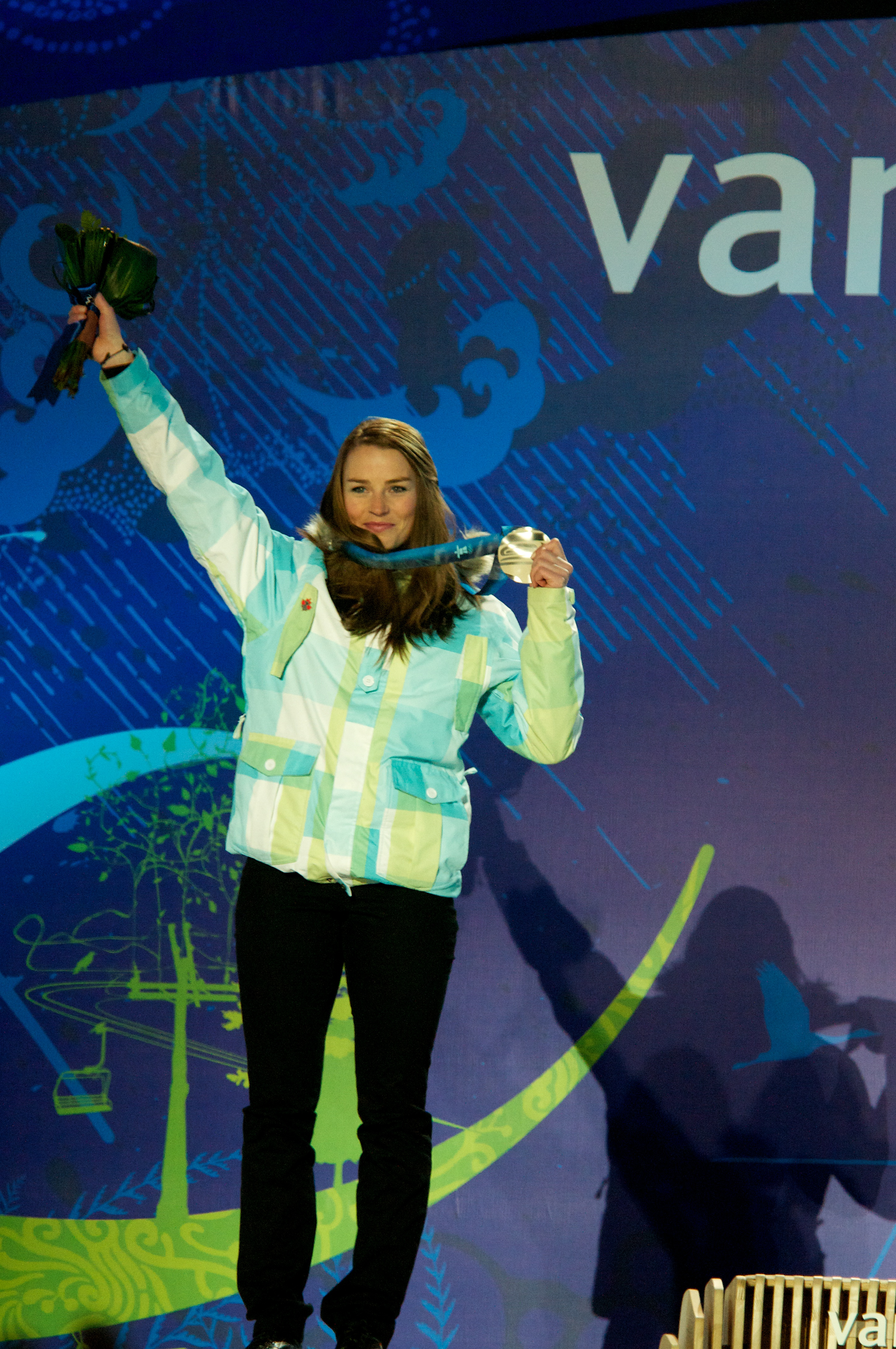
Tina Maze – dwukrotna srebrna medalistka igrzysk w Vancouver

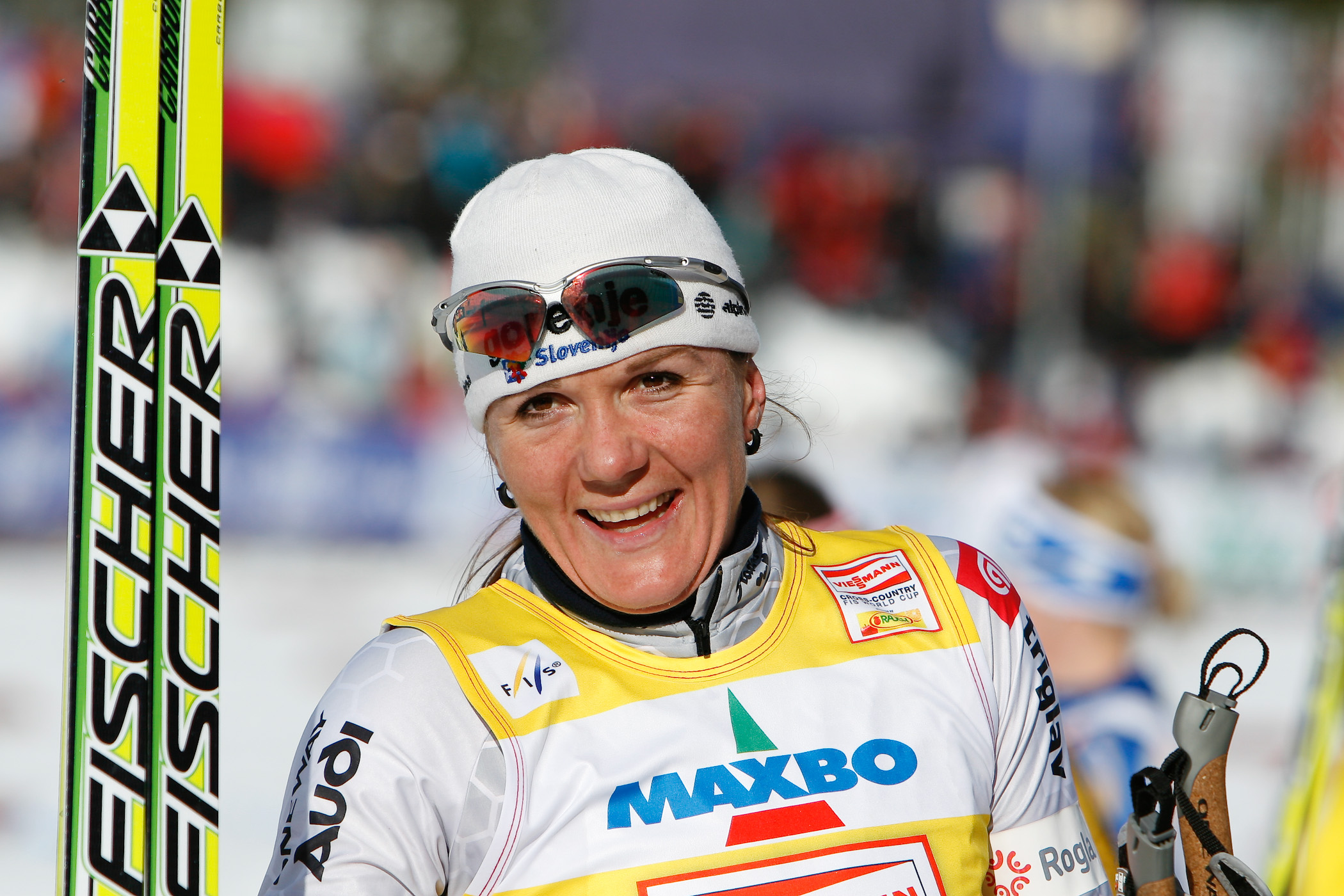
Petra Majdič – brązowa medalistka igrzysk w Vancouver

Słowenię na Zimowych Igrzyskach Olimpijskich 2010 reprezentowało 50 zawodników.

## Medale
| Medal  | Zawodnik     | Sport                 | Wydarzenie           | Data      |
| ------ | ------------ | --------------------- | -------------------- | --------- |
| Srebro | Tina Maze    | Narciarstwo alpejskie | supergigant kobiet   | 20 lutego |
| Srebro | Tina Maze    | Narciarstwo alpejskie | slalom gigant kobiet | 24 lutego |
| Brąz   | Petra Majdič | Biegi narciarskie     | sprint kobiet        | 17 lutego |

## Kadra

### Biathlon
Mężczyźni
| Zawodnik                                         | Konkurencja         | czas biegu               | Kary                     | Pozycja                  |
| ------------------------------------------------ | ------------------- | ------------------------ | ------------------------ | ------------------------ |
| Klemen Bauer                                     | Sprint mężczyzn     | 24:25,2                  | 1                        | 4.                       |
| Janez Marič                                      | Sprint mężczyzn     | 26:12,5                  | 2                        | 27.                      |
| Vasja Rupnik                                     | Sprint mężczyzn     | 27:20,8                  | 3                        | 57.                      |
| Peter Dokl                                       | Sprint mężczyzn     | 27:21,0                  | 0                        | 58.                      |
| Klemen Bauer                                     | Bieg pościgowy      | 34:33,8                  | 5                        | 9.                       |
| Janez Marič                                      | Bieg pościgowy      | 37:28,4                  | 5                        | 47.                      |
| Vasja Rupnik                                     | Bieg pościgowy      | 41:59,2                  | 11                       | 59.                      |
| Peter Dokl                                       | Bieg pościgowy      | Nie ukończył konkurencji | Nie ukończył konkurencji | Nie ukończył konkurencji |
| Klemen Bauer                                     | Bieg indywidualny   | 52:43,9                  | 3                        | 32.                      |
| Vasja Rupnik                                     | Bieg indywidualny   | 53:49,8                  | 4                        | 49.                      |
| Janez Marič                                      | Bieg indywidualny   | 54:46,4                  | 5                        | 62.                      |
| Peter Dokl                                       | Bieg indywidualny   | 56:41,9                  | 2                        | 75.                      |
| Klemen Bauer                                     | Bieg masowy         | 38:16,9                  | 5                        | 28.                      |
| Peter Dokl Klemen Bauer Vasja Rupnik Janez Marič | Sztafeta 4 × 7,5 km | 1:29:52,4                | 3                        | 17.                      |

Kobiety
| Zawodnik                                                                     | Konkurencja               | czas biegu | Kary | Pozycja |
| ---------------------------------------------------------------------------- | ------------------------- | ---------- | ---- | ------- |
| Teja Gregorin                                                                | Sprint kobiet – 7,5 km    | 20:29,2    | 0    | DSQ     |
| Andreja Mali                                                                 | Sprint kobiet – 7,5 km    | 21:32,6    | 0    | 31.     |
| Dijana Grudiček-Ravnikar                                                     | Sprint kobiet – 7,5 km    | 21:49,7    | 1    | 37.     |
| Tadeja Brankovič-Likozar                                                     | Sprint kobiet – 7,5 km    | 23:13,3    | 4    | 75.     |
| Teja Gregorin                                                                | Bieg pościgowy – 10 km    | 31:38,6    | 2    | DSQ     |
| Andreja Mali                                                                 | Bieg pościgowy – 10 km    | 33:53,9    | 2    | 33.     |
| Dijana Grudiček-Ravnikar                                                     | Bieg pościgowy – 10 km    | 34:02,7    | 1    | 39.     |
| Andreja Mali                                                                 | Bieg indywidualny – 15 km | 43:14,4    | 0    | 19.     |
| Dijana Grudiček-Ravnikar                                                     | Bieg indywidualny – 15 km | 44:27,4    | 2    | 35.     |
| Teja Gregorin                                                                | Bieg indywidualny – 15 km | 44:29,1    | 3    | DSQ     |
| Tadeja Brankovič-Likozar                                                     | Bieg indywidualny – 15 km | 47:09,5    | 4    | 63.     |
| Teja Gregorin                                                                | Bieg masowy               | 35:49,0    | 1    | DSQ     |
| Andreja Mali                                                                 | Bieg masowy               | 38:53,9    | 4    | 26.     |
| Dijana Grudiček-Ravnikar Andreja Mali Tadeja Brankovič-Likozar Teja Gregorin | Sztafeta 4 × 7,5 km       | 1:12:02,4  | 0    | DSQ     |

### Biegi narciarskie
Kobiety
| Zawodnik                                              | Konkurencja       | czas    | Pozycja |
| ----------------------------------------------------- | ----------------- | ------- | ------- |
| Vesna Fabjan                                          | Bieg na 10 km     | 26:51,6 | 33.     |
| Barbara Jezeršek                                      | Bieg na 10 km     | 27:17,3 | 40.     |
| Barbara Jezeršek                                      | Bieg łączony      | 42:17,0 | 17.     |
| Anja Eržen                                            | Bieg łączony      | 48:22,9 | 60.     |
| Katja Višnar                                          | Sprint            | 3:43,5  | 16.     |
| Petra Majdič                                          | Sprint            | 3:41,0  | brąz    |
| Vesna Fabjan                                          | Sprint            | 3:43,7  | 23.     |
| Katja Višnar Vesna Fabjan                             | Sprint drużynowy  | 18:58,9 | 10.     |
| Anja Eržen Katja Višnar Vesna Fabjan Barbara Jezeršek | Sztafeta 4 × 5 km | 59:47,5 | 14.     |

### Kombinacja norweska
Mężczyźni
| Zawodnik      | Konkurencja             | Skoki narciarskie | Skoki narciarskie | Skoki narciarskie | Bieg narciarski | Bieg narciarski | Strata   | Pozycja |
| Zawodnik      | Konkurencja             | Skok 1            | Nota              | Pozycja           | Czas biegu      | Pozycja         | Strata   | Pozycja |
| ------------- | ----------------------- | ----------------- | ----------------- | ----------------- | --------------- | --------------- | -------- | ------- |
| Mitja Oranič  | Skocznia normalna/10 km | 93,5              | 108,0             | 36.               | 25:48,3         | 27.             | + 1:51,2 | 31.     |
| Gašper Berlot | Skocznia normalna/10 km | 99,0              | 119,5             | 13.               | 27:15,5         | 39.             | + 2:32,4 | 37.     |
| Gašper Berlot | Duża skocznia/10 km     | 112,5             | 89,2              | 32.               | 26:57,9         | 39.             | + 3:56,0 | 37.     |
| Mitja Oranič  | Duża skocznia/10 km     | 111,0             | 88,5              | 33.               | 27:42,1         | 43.             | + 4:43,2 | 41.     |

### Łyżwiarstwo figurowe
| Zawodnik       | Konkurencja | Program krótki | Program krótki | Program dowolny   | Program dowolny   | Łączna nota | Pozycja |
| Zawodnik       | Konkurencja | Nota           | Pozycja        | Nota              | Pozycja           | Łączna nota | Pozycja |
| -------------- | ----------- | -------------- | -------------- | ----------------- | ----------------- | ----------- | ------- |
| Teodora Poštič | Solistki    | 43,80          | 27.            | Nie awansowała \| | Nie awansowała \| | 43,80       | 27.     |
| Gregor Urbas   | Soliści     | 53,02          | 27.            | Nie awansował \|  | Nie awansował \|  | 53,02       | 27.     |

### Narciarstwo alpejskie
Mężczyźni
| Zawodnik       | Konkurencja         | Konkurencja         | Konkurencja         | Konkurencja         | Konkurencja       | Konkurencja       | Konkurencja   | Konkurencja   | Konkurencja              | Konkurencja              | Konkurencja              | Konkurencja              | Konkurencja | Konkurencja          | Konkurencja          | Konkurencja          |
| Zawodnik       | Zjazd               | Zjazd               | Supergigant         | Supergigant         | Slalom gigant     | Slalom gigant     | Slalom gigant | Slalom gigant | Slalom specjalny         | Slalom specjalny         | Slalom specjalny         | Slalom specjalny         | Kombinacja  | Kombinacja           | Kombinacja           | Kombinacja           |
| Zawodnik       | Czas                | Pozycja             | Czas                | Pozycja             | Czas 1. przejazdu | Czas 2. przejazdu | Czas łączny   | Pozycja       | Czas 1. przejazdu        | Czas 2. przejazdu        | Czas łączny              | Pozycja                  | Zjazd       | Slalom               | Łączny czas          | Pozycja              |
| -------------- | ------------------- | ------------------- | ------------------- | ------------------- | ----------------- | ----------------- | ------------- | ------------- | ------------------------ | ------------------------ | ------------------------ | ------------------------ | ----------- | -------------------- | -------------------- | -------------------- |
| Rok Perko      | 1:55,26             | 14.                 |                     |                     |                   |                   |               |               |                          |                          |                          |                          |             |                      |                      |                      |
| Andrej Jerman  | 1:556,35            | 28.                 | Nie ukończył zjazdu | Nie ukończył zjazdu |                   |                   |               |               |                          |                          |                          |                          | 1:56,03     | 54,81                | 2:50,84              | 27.                  |
| Andrej Križaj  | 1:57,72             | 37.                 | Dyskwalifikacja     | Dyskwalifikacja     | 1:20,48           | 1:23,74           | 2:44,22       | 33.           |                          |                          |                          |                          | 1:56,48     | Nie ukończył slalomu | Nie ukończył slalomu | Nie ukończył slalomu |
| Andrej Šporn   | Nie ukończył zjazdu | Nie ukończył zjazdu | 1:31,58             | 18.                 | 1:19,19           | 1:21,86           | 2:41,05       | 25.           |                          |                          |                          |                          | 1:54,56     | Nie ukończył slalomu | Nie ukończył slalomu | Nie ukończył slalomu |
| Aleš Gorza     |                     |                     | 1:31,07             | 11.                 | 1:17,95           | 1:21,26           | 2:39,21       | 10.           |                          |                          |                          |                          |             |                      |                      |                      |
| Janez Jazbec   |                     |                     |                     |                     | 1:18,92           | 1:21,04           | 2:39,96       | 19.           |                          |                          |                          |                          |             |                      |                      |                      |
| Mitja Valenčič |                     |                     |                     |                     |                   |                   |               |               | 48,22                    | 52,13                    | 1:40,35                  | 6.                       |             |                      |                      |                      |
| Matic Skube    |                     |                     |                     |                     |                   |                   |               |               | Nie ukończył 1.przejazdu | Nie ukończył 1.przejazdu | Nie ukończył 1.przejazdu | Nie ukończył 1.przejazdu |             |                      |                      |                      |
| Bernard Vajdič |                     |                     |                     |                     |                   |                   |               |               | Nie ukończył 1.przejazdu | Nie ukończył 1.przejazdu | Nie ukończył 1.przejazdu | Nie ukończył 1.przejazdu |             |                      |                      |                      |
| Mitja Dragšič  |                     |                     |                     |                     |                   |                   |               |               | Nie ukończył 1.przejazdu | Nie ukończył 1.przejazdu | Nie ukończył 1.przejazdu | Nie ukończył 1.przejazdu |             |                      |                      |                      |

Kobiety
| Zawodniczka | Konkurencja | Konkurencja | Konkurencja          | Konkurencja          | Konkurencja       | Konkurencja       | Konkurencja   | Konkurencja   | Konkurencja               | Konkurencja               | Konkurencja               | Konkurencja               | Konkurencja | Konkurencja | Konkurencja | Konkurencja |
| Zawodniczka | Zjazd       | Zjazd       | Supergigant          | Supergigant          | Slalom gigant     | Slalom gigant     | Slalom gigant | Slalom gigant | Slalom specjalny          | Slalom specjalny          | Slalom specjalny          | Slalom specjalny          | Kombinacja  | Kombinacja  | Kombinacja  | Kombinacja  |
| Zawodniczka | Czas        | Pozycja     | Czas                 | Pozycja              | Czas 1. przejazdu | Czas 2. przejazdu | Czas łączny   | Pozycja       | Czas 1. przejazdu         | Czas 2. przejazdu         | Czas łączny               | Pozycja                   | Zjazd       | Slalom      | Łączny czas | Pozycja     |
| ----------- | ----------- | ----------- | -------------------- | -------------------- | ----------------- | ----------------- | ------------- | ------------- | ------------------------- | ------------------------- | ------------------------- | ------------------------- | ----------- | ----------- | ----------- | ----------- |
| Tina Maze   | 1:47,94     | 18.         | 1:20,63              | srebro               | 1:15,39           | 1:11,76           | 2:27,15       | srebro        | 52,28                     | 52,81                     | 1:45,09                   | 9.                        | 1:25,97     | 44,56       | 2:10,53     | 5.          |
| Maruša Ferk | 1:48,24     | 20.         | Nie ukończyła zjazdu | Nie ukończyła zjazdu |                   |                   |               |               | 53,20                     | 53,83                     | 1:47,03                   | 23.                       | 1:26,15     | 46,83       | 2:12,,98    | 15.         |
| Ana Drev    |             |             |                      |                      | 1:17,63           | 1:11,20           | 2:28,83       | 19.           | Nie ukończyła 1.przejazdu | Nie ukończyła 1.przejazdu | Nie ukończyła 1.przejazdu | Nie ukończyła 1.przejazdu |             |             |             |             |

### Narciarstwo dowolne
Mężczyźni
| Zawodniczka  | Konkurencja | Kwalifikacje | Kwalifikacje | 1/8 finału | 1/8 finału | Ćwierćfinał | Ćwierćfinał | Półfinał | Półfinał | Finał | Finał   |
| Zawodniczka  | Konkurencja | Czas         | Miejsce      | Czas       | Miejsce    | Czas        | Miejsce     | Czas     | Miejsce  | Czas  | Miejsce |
| ------------ | ----------- | ------------ | ------------ | ---------- | ---------- | ----------- | ----------- | -------- | -------- | ----- | ------- |
| Filip Flisar | Skicross    | 1:13,46      | 7.           | -          | 1.         | -           | 2.          | -        | 4.       | -     | 8.      |

Kobiety
| Zawodniczka | Konkurencja | Kwalifikacje | Kwalifikacje | 1/8 finału | 1/8 finału | Ćwierćfinał | Ćwierćfinał | Półfinał       | Półfinał       | Finał          | Finał   |
| Zawodniczka | Konkurencja | Czas         | Miejsce      | Czas       | Miejsce    | Czas        | Miejsce     | Czas           | Miejsce        | Czas           | Miejsce |
| ----------- | ----------- | ------------ | ------------ | ---------- | ---------- | ----------- | ----------- | -------------- | -------------- | -------------- | ------- |
| Saša Farič  | Skicross    | 1:20,01      | 16.          | -          | 2.         | -           | 4.          | Nie awansowała | Nie awansowała | Nie awansowała | 14.     |

| Nina Bednarik | Jazda po muldach | 13,79 | 26. | Nie awansowała | Nie awansowała |

### Saneczkarstwo
Mężczyźni
| Zawodnik       | Konkurencja | Ślizg 1 | Ślizg 2 | Ślizg 3 | Ślizg 4 | Łącznie  | Pozycja |
| -------------- | ----------- | ------- | ------- | ------- | ------- | -------- | ------- |
| Domen Pociecha | Jedynki     | 49,340  | 49,457  | 49,587  | 49,362  | 3:17,746 | 27.     |

### Skeleton
Mężczyźni
| Zawodnik    | Ślizg 1 | Ślizg 2 | Ślizg 3 | Ślizg 4       | Łącznie | Pozycja |
| ----------- | ------- | ------- | ------- | ------------- | ------- | ------- |
| Anže Šetina | 54,50   | 54,35   | 53,75   | Nie awansował | 2:42,60 | 21.     |

### Skoki narciarskie
Mężczyźni
| Konkurencja              | Skoczek                                             | Kwalifikacje                          | Kwalifikacje                          | Skok 1                  | Skok 1                  | Skok 2                  | Skok 2                  | Nota  | Pozycja |
| Konkurencja              | Skoczek                                             | odległość                             | Nota                                  | odległość               | Nota                    | odległość               | Nota                    | Nota  | Pozycja |
| ------------------------ | --------------------------------------------------- | ------------------------------------- | ------------------------------------- | ----------------------- | ----------------------- | ----------------------- | ----------------------- | ----- | ------- |
| Skocznia normalna HS-106 | Robert Kranjec                                      | Nie musiał startować w kwalifikacjach | Nie musiał startować w kwalifikacjach | 102,0                   | 129,0                   | 102,5                   | 130,5                   | 259,5 | 6.      |
| Skocznia normalna HS-106 | Peter Prevc                                         | 101,5                                 | 127,0                                 | 100,0                   | 124,0                   | 104,5                   | 130,5                   | 259,5 | 7.      |
| Skocznia normalna HS-106 | Primož Pikl                                         | 97,5                                  | 116,5                                 | 97,5                    | 117,5                   | 97,5                    | 117,0                   | 234,5 | 24.     |
| Skocznia normalna HS-106 | Jernej Damjan                                       | 102,5                                 | 126,5                                 | 93,5                    | 108,0                   | Nie awansował           | Nie awansował           | 108,0 | 38.     |
| Skocznia duża K-140      | Robert Kranjec                                      | Nie musiał startować w kwalifikacjach | Nie musiał startować w kwalifikacjach | 118,5                   | 99,3                    | 135,5                   | 134,4                   | 233,7 | 9.      |
| Skocznia duża K-140      | Peter Prevc                                         | 129,5                                 | 122,1                                 | 124,5                   | 111,6                   | 124,0                   | 110,7                   | 222,3 | 16.     |
| Skocznia duża K-140      | Mitja Mežnar                                        | 120,0                                 | 101,0                                 | 119,0                   | 99,7                    | 118,5                   | 98,8                    | 198,5 | 29.     |
| Skocznia duża K-140      | Jernej Damjan                                       | 129,5                                 | 121,1                                 | 114,0                   | 89,7                    | Nie awansował           | Nie awansował           | 89,7  | 33.     |
| Konkurs drużynowy K-120  | Primož Pikl Mitja Mežnar Peter Prevc Robert Kranjec |                                       |                                       | 124,0 126,5 132,0 129,0 | 109,2 114,7 127,1 121,2 | 119,5 131,0 127,5 139,0 | 102,1 124,3 118,0 142,2 | 958,8 | 8.      |

### Snowboard
Mężczyźni
| Konkurencja | Zawodnik   | Kwalifikacje   | Kwalifikacje   | Kwalifikacje   | Kwalifikacje | 1/8 finału | 1/8 finału | Ćwierćfinał   | Ćwierćfinał   | Półfinał      | Półfinał      | Finał         | Finał   |
| ----------- | ---------- | -------------- | -------------- | -------------- | ------------ | ---------- | ---------- | ------------- | ------------- | ------------- | ------------- | ------------- | ------- |
| Konkurencja | Zawodnik   | Czas 1. zjazdu | Czas 2. zjazdu | Najlepszy czas | Miejsce      | Czas       | Miejsce    | Czas          | Miejsce       | Czas          | Miejsce       | Czas          | Miejsce |
| Cross       | Rok Rogelj | 1:23,37        | 1:23,50        | 1:23,37        | 22.          | -          | 4.         | Nie awansował | Nie awansował | Nie awansował | Nie awansował | Nie awansował | 24.     |

| Slalom gigant równoległy | Žan Košir        | 1:18,31 | 12. | Matthew Morison 0.00 | Benjamin Karl Dyskwalifikacja | Nie awansował | Nie awansował | 6.  |
| Slalom gigant równoległy | Rok Flander      | 1:18,64 | 15. | Sylvain Dufour 0.00  | Jasey-Jay Anderson + 7.02     | Nie awansował | Nie awansował | 8.  |
| Slalom gigant równoległy | Rok Marguč       | 1:21,09 | 23. | Nie awansował        | Nie awansował                 | Nie awansował | Nie awansował | 23. |
| Slalom gigant równoległy | Izidor Šušteršič | 1:22,01 | 25. | Nie awansował        | Nie awansował                 | Nie awansował | Nie awansował | 25. |

Kobiety
| Konkurencja | Zawodniczka | Kwalifikacje | Kwalifikacje | Kwalifikacje | Kwalifikacje | Półfinał | Półfinał | Półfinał  | Półfinał | Finał          | Finał          | Finał          | Finał   |
| Konkurencja | Zawodniczka | 1. zjazd     | 2. zjazd     | Najlepszy    | Miejsce      | 1. zjazd | 2. zjazd | Najlepszy | Miejsce  | 1. zjazd       | 2. zjazd       | Najlepszy      | Miejsce |
| ----------- | ----------- | ------------ | ------------ | ------------ | ------------ | -------- | -------- | --------- | -------- | -------------- | -------------- | -------------- | ------- |
| Halfpipe    | Cilka Sadar | 18,2         | 26,8         | 26,8         | 18.          | 30,1     | 21,5     | 30,1      | 11.      | Nie awansowała | Nie awansowała | Nie awansowała | 17.     |

| Slalom gigant równoległy | Glorija Kotnik | 1:32,11 | 27. | Nie awansowała | Nie awansowała | Nie awansowała | Nie awansowała | 27. |